# Polnische Nationalbibliothek

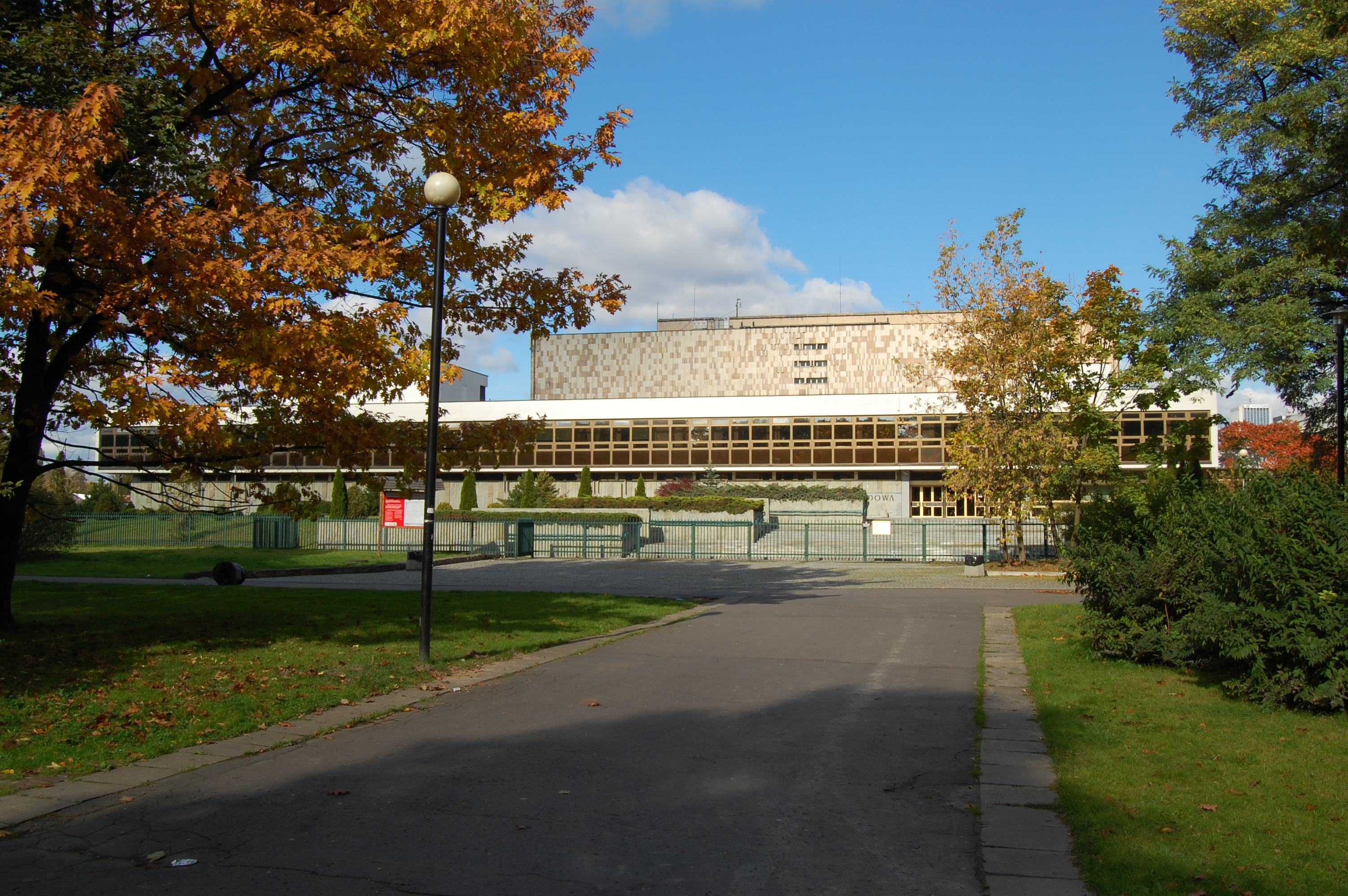
Hauptsitz der Nationalbibliothek

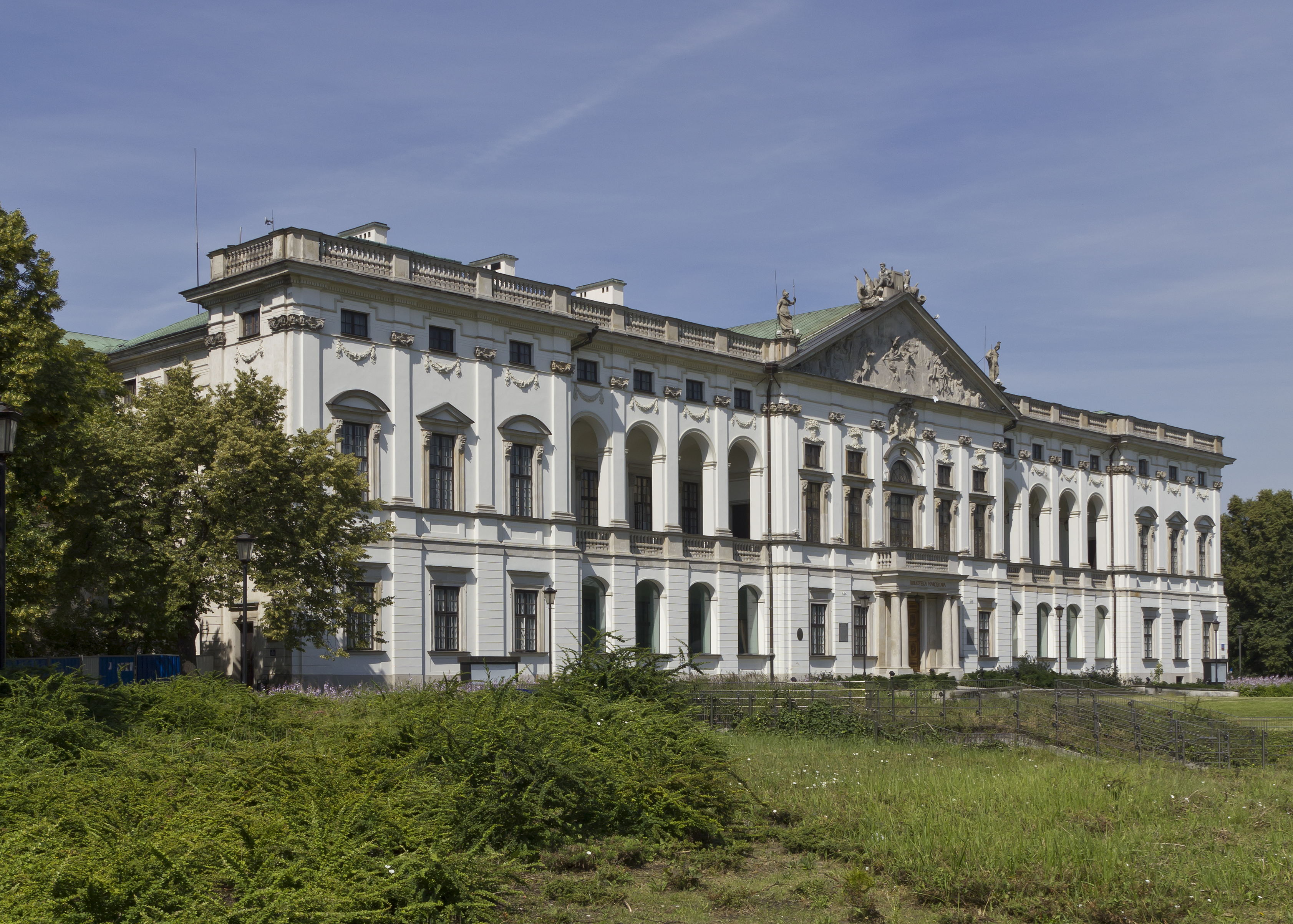
Krasiński-Palast Warschau

Die Biblioteka Narodowa w Warszawie (deutsch Nationalbibliothek in Warschau) ist die Nationalbibliothek Polens. Sie untersteht dem Ministerium für Kultur und Nationales Erbe. Ihr Hauptsitz befindet sich in Warszawa, Aleje Niepodległości 213, die Spezialsammlungen werden im Krasiński-Palast, plac Krasińskich 3/5, aufbewahrt.
Ihre Sammlungen umfassen alle in Polen erscheinenden Bücher und Zeitschriften sowie im Ausland erschienene Schriften über polnische Angelegenheiten. Sie erhält Pflichtexemplare aller Veröffentlichungen.
Es ist die wichtigste humanistische Forschungsbibliothek, das Hauptarchiv des polnischen Schrifttums und staatliches Zentrum für Buchinformation. Die Bibliothek spielt auch eine bedeutende Rolle als Forschungszentrum und ist das führende methodologische Zentrum der anderen polnischen Bibliotheken.
Sie ist auch eine Verlagsanstalt – die Bibliothek veröffentlichte Bücher und wissenschaftliche Fachzeitschriften: „Polish Libraries“, „Rocznik Biblioteki Narodowej“, „Notes Konserwatorski“.
Den Status einer Nationalbibliothek hat ebenfalls die Krakauer Jagiellonen-Bibliothek.

## Geschichte
Die erste polnische Nationalbibliothek, die Załuski-Bibliothek, ist in der zweiten Hälfte des 18. Jahrhunderts entstanden. Sie wurde von Warschauer Bischöfen, den Gebrüdern Załuski, gegründet und 1774 von der Kommission für Nationale Bildung übernommen. Aufgrund des Beschlusses des Sejms hatte die Bibliothek seit 1780 Anrecht auf ein Pflichtexemplar aller Bücher, die zu dieser Zeit innerhalb der Grenzen des polnischen Staates gedruckt wurden. Der Załuski-Bestand wurde von den russischen Truppen der Zarin Katharina II. beschlagnahmt und nach St. Petersburg gebracht. So wurde er ein grundlegender Teil der Öffentlichen Kaiserlichen Bibliothek, die 1795 gegründet wurde. Die Bestandteile wurden während des Transports nach Russland zerstört, viele Bücher wurden damals gestohlen.
Aus diesem Grund war, als Polen seine Unabhängigkeit 1918 wiedererlangte, keine zentrale Institution als Nationale Bibliothek geeignet. Am 24. Februar 1928 wurde die Biblioteka Narodowa gemäß dem Dekret des Präsidenten Ignacy Mościcki in einer modernen Form errichtet. Die Bibliothek wurde 1930 geöffnet, sie enthielt damals 200.000 Bände. Ihr erster Direktor war Stefan Demby, ab 1937 Stefan Vrtel-Wierczyński. Der Bibliotheksbestand nahm schnell zu, z. B. übergab Präsident Mościcki 1932 alle Bücher und Handschriften des Wilanów-Palastes, d. h. ungefähr 40.000 Bände und 20.000 Bilder aus der S. K. Potocki-Sammlung.
Am Anfang hatte die Bibliothek kein eigenes Gebäude, weshalb der Bibliotheksbestand an verschiedenen Orten gelagert war. Der Hauptlesesaal befand sich in dem neugebauten Bibliotheksgebäude der Szkoła Główna Handlowa. Im Jahr 1935 wurden die Spezialsammlungen im Potocki-Palast untergebracht. Ein neues, für die Bibliothekszwecke geeignetes Gebäude wurde in der Gegend des Pole Mokotowskie, als Teil des vorgesehenen Regierungsdistrikts, geplant. Der Bau konnte aber wegen des Ausbruchs des Zweiten Weltkrieges nicht begonnen werden.
Vor dem Zweiten Weltkrieg umfassten die Sammlungen:
- 6.500.000 Bücher aus dem 19. und 20. Jahrhundert
- 3.000 Frühdrucke
- 2.200 Inkunabeln
- 52.000 Manuskripte
- Landkarten und Noten

1940 übernahmen die Behörden des Generalgouvernements die Sammlungen. Sie errichteten mit den deutschsprachigen Büchern eine nur für Deutsche zugängliche Bibliothek im Gebäude der geschlossenen Warschauer Universität. Die wertvollsten Spezialsammlungen wurden im Krasiński-Palast gelagert.
Nach der Niederschlagung des Warschauer Aufstandes 1944 im Oktober 1944 wurden diese Sammlungen von deutschen Sondertruppen in Brand gesteckt und verbrannten nahezu vollständig. 80.000 alte Drucke, darunter kostbare Polonica aus dem 16.–18. Jahrhundert, 26.000 Handschriften, 2.500 Inkunabeln, 100.000 Graphiken und Gravierungen, 50.000 musikalische Notationen und die Materialien, die die theatralische Tätigkeit betrafen, wurden zerstört. Man schätzt, dass von über 6 Millionen Bänden, die sich 1939 in den Warschauer Bibliotheken befanden, 3,6 Millionen verloren gingen. Der größte Teil gehörte zum Bestand der Biblioteka Narodowa.
Die Bibliothek nahm ihre Tätigkeit nach 1945 wieder auf. Die Sammlungen, die geraubt wurden und sich in Deutschland und Österreich befanden, und Bestandteile aus den Bibliotheken des Krasiński-Majorats und des Przezdziecki-Majorats kamen nach Polen zurück. Kazania świętokrzyskie, Psałterz floriański und die Handschriften Fryderyk Chopins kamen erst 1959 aus Kanada zurück.
In den Jahren 1962–1976 wurde ein neuer Komplex der Bibliotheksgebäude in der Aleja Niepodległości 213 errichtet.
Gegenwärtig umfassen die Sammlungen der Nationalbibliothek 7.900.000 Einheiten.

## Sammlungen
Heute zählt der Bestand der Biblioteka Narodowa zu den größten in Polen. 2016 befanden sich über 8.500.000 Einheiten in den Bibliotheksmagazinen, darunter über 162.000 Bände der Drucke, die vor 1801 entstanden, über 26.000 Handschrifteneinheiten (darunter über 7000 Musikhandschriften), über 120.000 Musikdrucke und 485.000 Abbildungen.
Es gibt auch Photographien und andere ikonographische Dokumente, über 130.000 Atlanten und Landkarten, über 2.000.000 Einheiten, die das Sozialleben dokumentieren, über 2.000.000 Bücher und über 1.000.000 Titel der Zeitschriften aus dem 19.–21. Jahrhundert.
Zu den Objekten zählen 151 Karten des Codex Suprasliensis, der 2007 im Register der UNESCO-Weltdokumentenerbe aufgenommen wurde.
2012 unterschrieb die Bibliotheksbehörde einen Vertrag, der 1,3 Millionen Datensätze der polnischen Bibliothek in den WorldCat zum Inhalt hatte.
Mit Wirkung vom 29. Mai 2023 wurde die Bibliothek Hector Hodler an die Polnische Nationalbibliothek übergeben, wo sie seitdem von Grund auf neu erschlossen und katalogisiert wird.